# Алексеев, Матвей
Матве́й Алексе́ев (XVII век) — дьяк Русского царства в правление царя Петра Первого.

## Биография
Ранняя биография неизвестна. Впервые упоминается в 1701 году как дьяк в Архангельске. Позднее находился в Москве, а в 1710 году снова прибыл в Архангельск с А. Мятлевым для проведения переписи в Двинском уезде. В 1712 году направлен в Вологду. В 1714 году — дьяк. Дальнейшая биография неизвестна.